# Чекон (Крымский район)
Чекон — посёлок железнодорожного разъезда в Крымском районе Краснодарского края России. Входит в Варениковское сельское поселение.

## Топоним
Назван по реке Чекон.

## История
Ранее на территории посёлка действовала станция Разъезд Чекон, которая в процессе реконструкции линии Крымская-Юровский была ликвидирована.

## Население
| 1999 | 2002 | 2010 |
| ---- | ---- | ---- |
| 9    | ↘8   | →8   |

## Инфраструктура
Согласно «Положению о территориальном планировании Варениковского сельского поселения», территориальное развитие посёлка не предполагается.

## Транспорт
Остановка общественного транспорта «Разъезд Чекон».